# دار السرور (كوهباية الشرقي)
دار السرور (بالفارسية: دارالسرور) هي قرية تقع في إيران في قسم کوهبایة الشرقي الریفي. يقدر عدد سكانها بـ 169 نسمة .